# Magnus van Saksen
Magnus van Saksen (circa 1045 - 23 augustus 1106) was van 1072 tot 1106 hertog van Saksen. Hij was de laatste heerser uit de Billung-dynastie.

## Levensloop
Hij was de zoon van Ordulf, hertog van Saksen, en prinses Wulfhilde van Noorwegen.
In 1070 steunde Magnus Otto van Northeim, hertog van Beieren, in zijn rebellie tegen keizer Hendrik IV van het Heilig Roomse Rijk. Hendrik beschuldigde Otto ervan dat hij van plan was om hem te vermoorden en er werd beslist om een ontmoeting te organiseren om het conflict uit te praten. Otto wilde de garantie om beschermd te worden op weg naar de plaats van ontmoeting, maar nadat dit geweigerd werd besloot Otto om niet te komen en trok zich terug in Beieren. Uit wraak liet keizer Hendrik de Saksische bezittingen van Otto plunderen.
In 1071 sloeg keizer Hendrik de rebellie neer en Magnus werd gevangengenomen en opgesloten in het kasteel van Harzburg. Nadat het leger uit het hertogdom Zwaben zich uiteindelijk overgaf, werd hij terug vrijgelaten. In 1072 volgde hij zijn overleden vader op als hertog van Saksen.
In 1073 vernielde het Saksische leger het kasteel van Harzburg. Keizer Hendrik IV was hier zeer boos om en begon opnieuw een conflict met het hertogdom Saksen. Bij de Slag bij Langensalza werd Magnus opnieuw gevangengenomen. Na vrijgelaten te zijn koos hij de kant van Rudolf van Rheinfelden, in 1077 verkozen tot tegenkoning van Duitsland, en in 1078 was hij aanwezig bij de Slag bij Mellrichstadt, waarbij hij kon voorkomen dat Rudolf sneuvelde. Saksen steunde Rudolf echter nooit volledig en in 1080 verzoende hij zich met keizer Hendrik IV.
In zijn latere regeerperiode had Magnus vaak conflicten met bisschop van Bremen en voerde vaak plunderingen uit in het bisdom. In 1106 overleed hij zonder mannelijke nakomelingen na te laten, hetzelfde jaar dat keizer Hendrik IV stierf. Het hertogdom van Saksen ging daarna naar Lotharius van Supplinburg.
In 1070 of 1071 huwde hij met Sophia van Hongarije. De twee kregen twee dochters:
- Wulfhilde (circa 1072 - 1126), huwde met Hendrik de Zwarte, hertog van Beieren.
- Eilika (circa 1081 - 1144), huwde met Otto van Ballenstedt, die in 1112 korte tijd hertog van Saksen was.

## Voorouders
| Voorouders van Magnus van Saksen | Voorouders van Magnus van Saksen                                             | Voorouders van Magnus van Saksen                                             | Voorouders van Magnus van Saksen                                             | Voorouders van Magnus van Saksen                                             | Voorouders van Magnus van Saksen                                | Voorouders van Magnus van Saksen                                | Voorouders van Magnus van Saksen                                | Voorouders van Magnus van Saksen                                |
| -------------------------------- | ---------------------------------------------------------------------------- | ---------------------------------------------------------------------------- | ---------------------------------------------------------------------------- | ---------------------------------------------------------------------------- | --------------------------------------------------------------- | --------------------------------------------------------------- | --------------------------------------------------------------- | --------------------------------------------------------------- |
| Overgrootouders                  | Bernhard I van Saksen (940-1011) ∞ Hildegard van Stade (±965–1011)           | Bernhard I van Saksen (940-1011) ∞ Hildegard van Stade (±965–1011)           | Hendrik van Schweinfurt (950-1117) ∞ Gerberga van Gleiberg (±970–1036)       | Hendrik van Schweinfurt (950-1117) ∞ Gerberga van Gleiberg (±970–1036)       | Harald Grenske (947-995) ∞ Åsta Gudbrandsdatter (-)             | Harald Grenske (947-995) ∞ Åsta Gudbrandsdatter (-)             | Olaf II van Zweden (970-1022) ∞ Edla (-)                        | Olaf II van Zweden (970-1022) ∞ Edla (-)                        |
| Grootouders                      | Bernhard II van Saksen (±990–1059) ∞ 1020 Eilika van Schweinfurt (1005-1059) | Bernhard II van Saksen (±990–1059) ∞ 1020 Eilika van Schweinfurt (1005-1059) | Bernhard II van Saksen (±990–1059) ∞ 1020 Eilika van Schweinfurt (1005-1059) | Bernhard II van Saksen (±990–1059) ∞ 1020 Eilika van Schweinfurt (1005-1059) | Olaf II van Noorwegen (995-1030) ∞ Astrid van Zweden (-)        | Olaf II van Noorwegen (995-1030) ∞ Astrid van Zweden (-)        | Olaf II van Noorwegen (995-1030) ∞ Astrid van Zweden (-)        | Olaf II van Noorwegen (995-1030) ∞ Astrid van Zweden (-)        |
| Ouders                           | Ordulf van Saksen (1022-1072) ∞ Wulfhilde van Noorwegen (-1071)              | Ordulf van Saksen (1022-1072) ∞ Wulfhilde van Noorwegen (-1071)              | Ordulf van Saksen (1022-1072) ∞ Wulfhilde van Noorwegen (-1071)              | Ordulf van Saksen (1022-1072) ∞ Wulfhilde van Noorwegen (-1071)              | Ordulf van Saksen (1022-1072) ∞ Wulfhilde van Noorwegen (-1071) | Ordulf van Saksen (1022-1072) ∞ Wulfhilde van Noorwegen (-1071) | Ordulf van Saksen (1022-1072) ∞ Wulfhilde van Noorwegen (-1071) | Ordulf van Saksen (1022-1072) ∞ Wulfhilde van Noorwegen (-1071) |
| Magnus van Saksen (1045-1106)    |                                                                              |                                                                              |                                                                              |                                                                              |                                                                 |                                                                 |                                                                 |                                                                 |